# Cesare Beccaria Bonesana
Cesare Beccaria Bonesana, Marchiz de Gualdrasco și Villareggio (n. 15 martie 1738, Milano, Ducatul Milanului – d. 20 noiembrie 1794, Milano, Ducatul Milanului) a fost un jurist, economist și publicist italian și unul dintre cei mai mari gânditori ai Iluminismului.

## Date biografice
Cesare Bonesana Beccaria s-a născut la Milano pe 15 martie 1738, din părinții Giovanni Soverio și Maria dei Visconti di Salicito, în palatul familiei de la Brera.